# سومن إيرليسفيركوت
شركة سومن إيريليسفيركوت (Suomen Erillisverkot) هي شركة فنلندية خاصة مملوكة بالكامل للدولة، تخضع لإدارة مكتب رئيس الوزراء .   تُقدم خدمات مراكز البيانات ، وخدمات الاتصالات، وخدمات الوعي الظرفي للسلطات ومشغلي البنية التحتية الحيوية . تشمل خدماتها شبكة فيرفي اللاسلكية للسلامة العامة، ونظام كريفات (Krivat) الذي يدعم التعاون بين مراكز التحكم الحيوية، ونظام جوهتوتييتو (Johtotieto) الذي يوفر معلومات عن مواقع الكابلات والأسلاك.  
تخدم شركة سومن إيريليسفيركوت قوات الدفاع الفنلندية ، وشرطة فنلندا ، وخدمات الإطفاء والإنقاذ، والقطاع الاجتماعي والرعاية الصحية، ووكالة مركز الاستجابة للطوارئ، وحرس الحدود الفنلندي ، والجهات الفاعلة في الدولة والبلدية، بالإضافة إلى شركات البنية التحتية الحيوية. 

## روابط خارجية
- Suomen Erillisverkot Oy
- إرف أوتيسيت